# Reinhard Helbing
Reinhard Helbing SDB (* 10. September 1933 in Trier; † 11. Januar 2013 in Siegburg) war deutscher Salesianer Don Boscos und war als solcher von 1984 bis 1990 Provinzial der Norddeutschen Provinz.

## Leben
Nach dem frühen Verlust der Eltern wuchs Helbing in verschiedenen Waisenhäusern auf, bis er schließlich ab 1948 auf das Progymnasium der Salesianer Don Boscos nach Buxheim ging. Helbing entschied sich, selbst Salesianer zu werden, trat 1953 in das Noviziat ein und legte am 15. August 1954 seine ersten Ordensgelübde ab. Nachdem er seine Gymnasialzeit von 1955 bis 1957 am Städtischen Jungengymnasium in Essen-Borbeck fortgesetzt und mit der Reifeprüfung abgeschlossen hatte, studierte er zunächst in der Niederlassung Helenenberg Philosophie und von 1959 bis 1963 an der ordenseigenen Philosophisch-Theologischen Hochschule Benediktbeuern Theologie. Nachdem er zwischenzeitlich auch die Ewige Profess abgelegt hatte, empfing er am 29. Juni 1963 in Benediktbeuern die Priesterweihe durch Weihbischof Josef Zimmermann aus Augsburg. Von 1964 bis 1973 studierte er für das Lehramt Latein und Geographie an der Universität Bonn und unterrichtete nach Abschluss des I. Staatsexamens im Mai 1973 zunächst als Referendar und nach dem Abschluss des II. Staatsexamens 1975 als Lehrer am 1966 gegründeten Don-Bosco-Gymnasium Essen.
Dort war er von 1974 bis 1978 auch Direktor der Niederlassung. Von 1978 bis 1984 war er Provinzialvikar und von 1984 bis 1990 Provinzial der Norddeutschen Provinz der Salesianer Don Boscos mit Sitz in Köln-Mülheim. Von 1990 bis 1995 hatte er das Amt des Novizenmeisters in Jünkerath inne. Von 1995 bis 2010 war er Direktor der Ordensniederlassung in Neunkirchen-Seelscheid und zugleich Direktor des dortigen Antoniuskolleges. Bis 2001 hat er auch an der Schule Unterricht erteilt.

## Publikationen
- Übersetzer von Pietro Braido: Junge Menschen ganzheitlich begleiten. Das pädagogische Anliegen Don Boscos. 1999, ISBN 3-7698-0804-5.